# NGC 6591
NGC 6591 est une galaxie spirale située dans la constellation d'Hercule. On connait très peu de chose au sujet de cette galaxie, ni distance, ni vitesse. NGC 6591 a été découverte par l'astronome allemand Albert Marth en 1864.
En raison d'une brillance de surface égale à 11,69 mag/am2, on peut qualifier NGC 6591 de galaxie présentant une brillance de surface élevée.